# Belalcázar (Colombia)
Belalcázar è un comune della Colombia facente parte del dipartimento di Caldas.
Il centro abitato venne fondato da Pedro Orozco nel 1888, mentre l'istituzione del comune è dell'11 aprile 1911.
È sede di una circoscrizione ecclesiastica cattolica: il vicariato apostolico di Tierradentro.